# Doença de Milroy
A doença de Milroy é uma doença familiar caracterizada por um linfedema, habitualmente nas pernas, causada por anormalidades congênitas no sistema linfático. O rompimento da drenagem normal da linfa conduz a acumulação de fluidos e hipertrofia dos tecido moles.  É também conhecidda como a doença de Milroy, a síndrome Nonne-Milroy-Meige e o linfedema hereditário.
Foi batizada por Sir William Osler com o nome de William Milroy, um médico americano, que descreveu o caso em 1892. Entretanto foi descrita primeiramente por Rudolf Virchow em 1863.

## Descrição
O defeito, na doença de Milroy, se apresenta no nascimento e os sintomas são habitualmente primeiro experimentados na infância. O problema mais comum é o inchaço de um lado da perna, edema unilateral, que é progressivo e pode afetar ambas as pernas. A linfática intestinal enfraquecida pode causar esteatorréia devido ao transporte enfraquecido de quilomícrons.
A circulação de linfócitos defeituosos pode causar linfopenia e enfraquecer a imunidade mediada por célula.
Esta doença é mais comum em mulheres e uma associação com o gene FLT4 já foi descrita.